# Área de Brigada Móvil

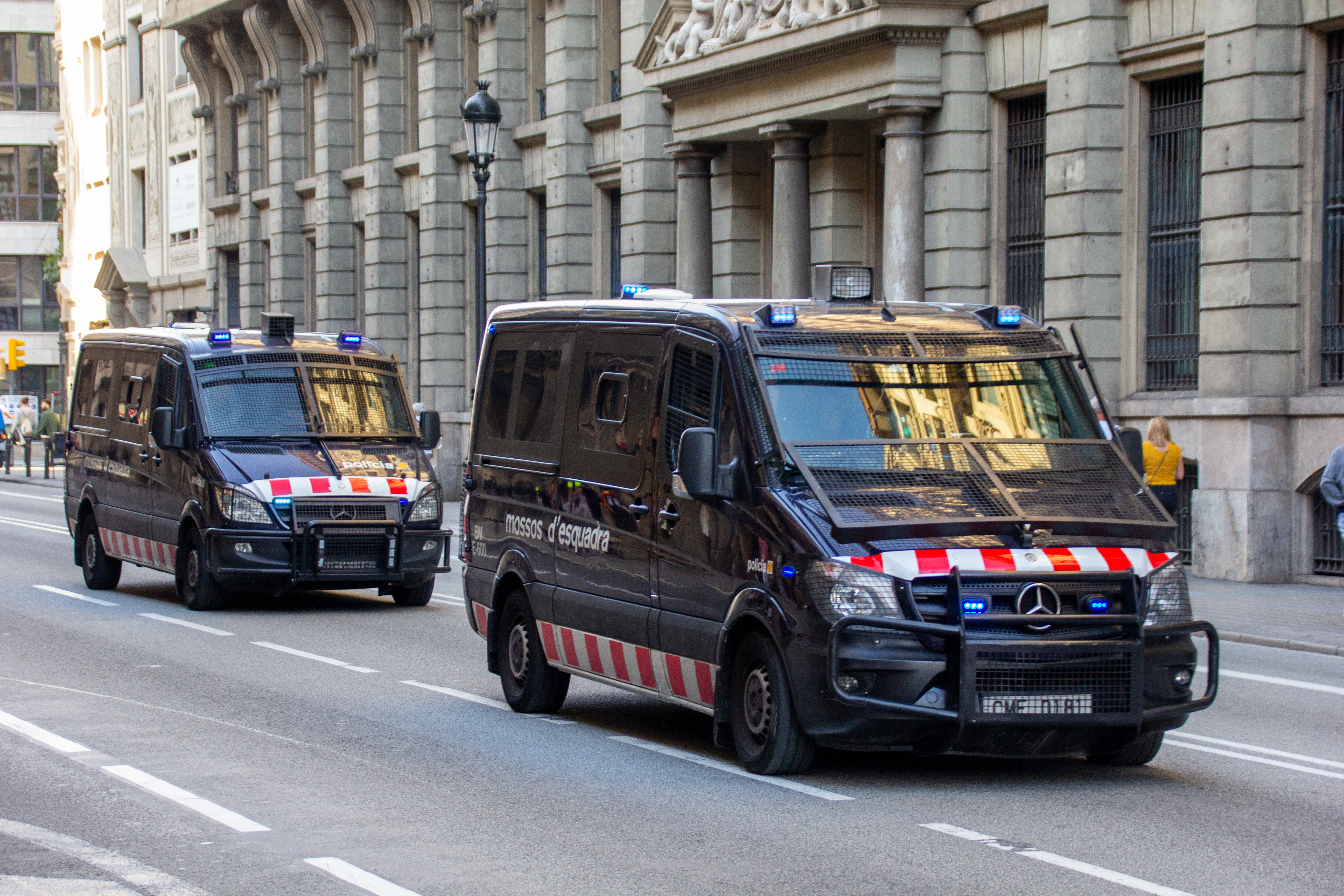
Furgonetas Mercedes-Benz Sprinter "blindadas" de la BRIMO.

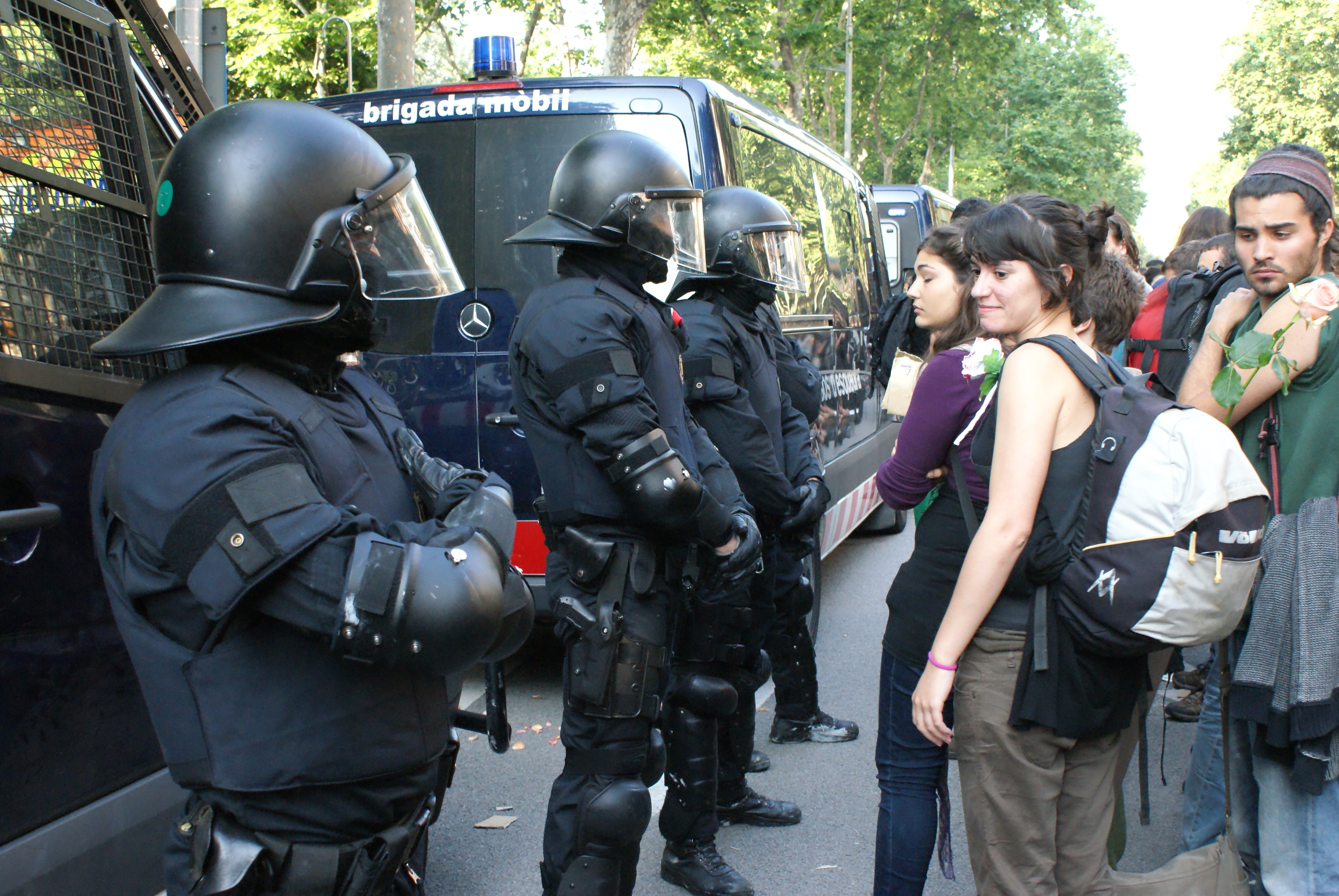
Agentes de la BRIMO con equipación de orden público, frente a un grupo de manifestantes.

El Área de Brigada Móvil (Àrea de Brigada Mòbil en catalán) abreviada ABM (y conocida como BRIMO o Antidisturbios), es una unidad de los Mozos de Escuadra, policía autonómica de Cataluña, España. Especializada en el mantenimiento del orden público y en el control de grandes concentraciones de masas, ya sea por eventos deportivos o manifestaciones. Entre sus funciones se encuentra también el establecimiento de controles antiterroristas en las vías de comunicación, la protección de eventos e infraestructuras críticas, escoltar a personalidades (en colaboración con ARRO), entradas/asaltos en viviendas o edificios con un riesgo medio de violencia armada y, en general, la actuación en casos de riesgo alto de violencia. El ABM depende de la Comisaría General de Recursos Operativos (CGRO) del cuerpo de la policía catalana. 
Esta unidad realiza funciones muy similares a las de la ARRO, la diferencia radica en el nivel de especialización; BRIMO nivel 3 y ARRO nivel 2, también en la organización territorial, mientras la ARRO es regional, la BRIMO es central. En 2021 el Departamento de Interior propuso fusionar dichas unidades.
Esta área se creó el 18 de septiembre de 1992. 

## Funciones

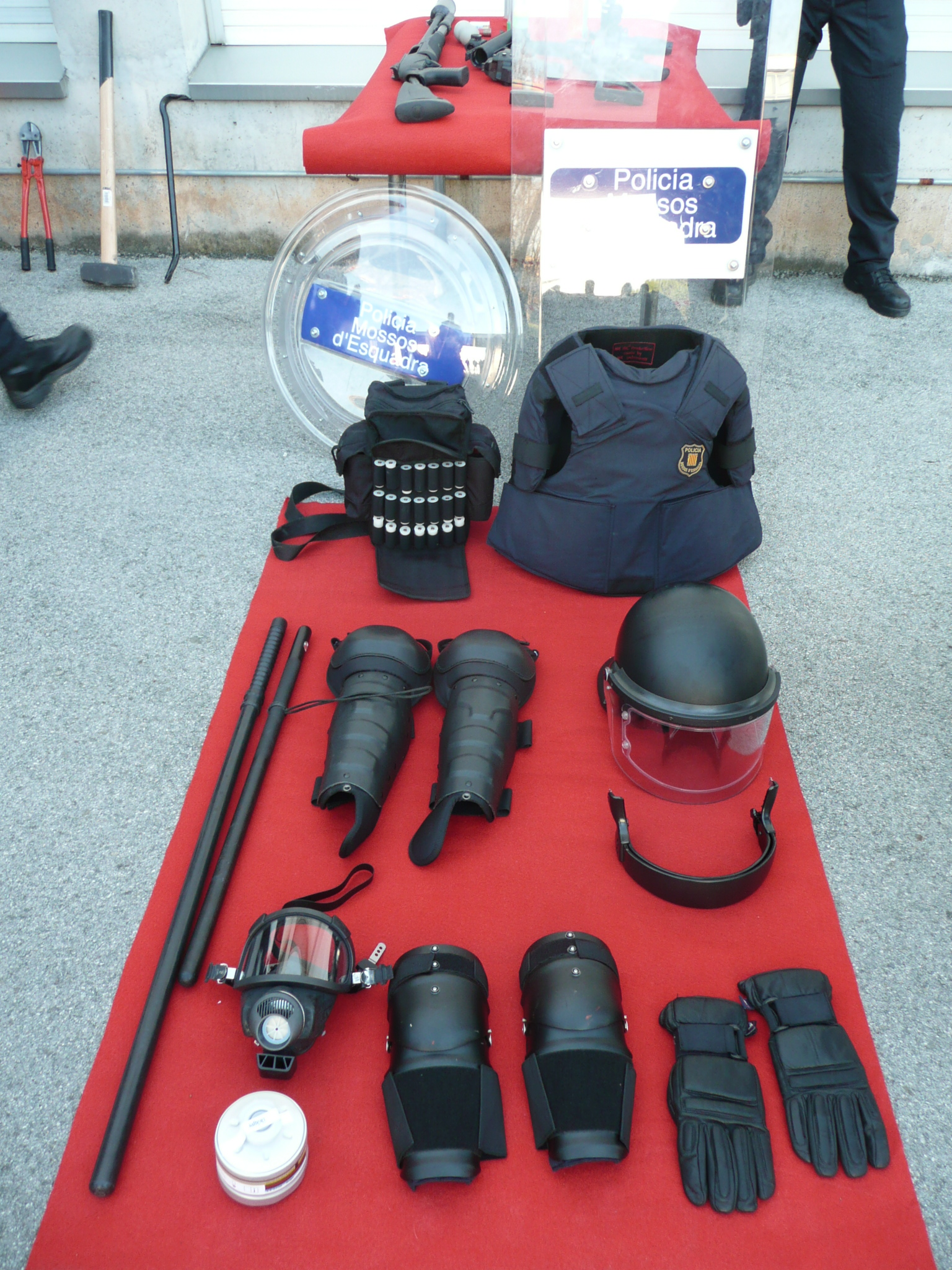
Dotación individual, básicamente defensiva.

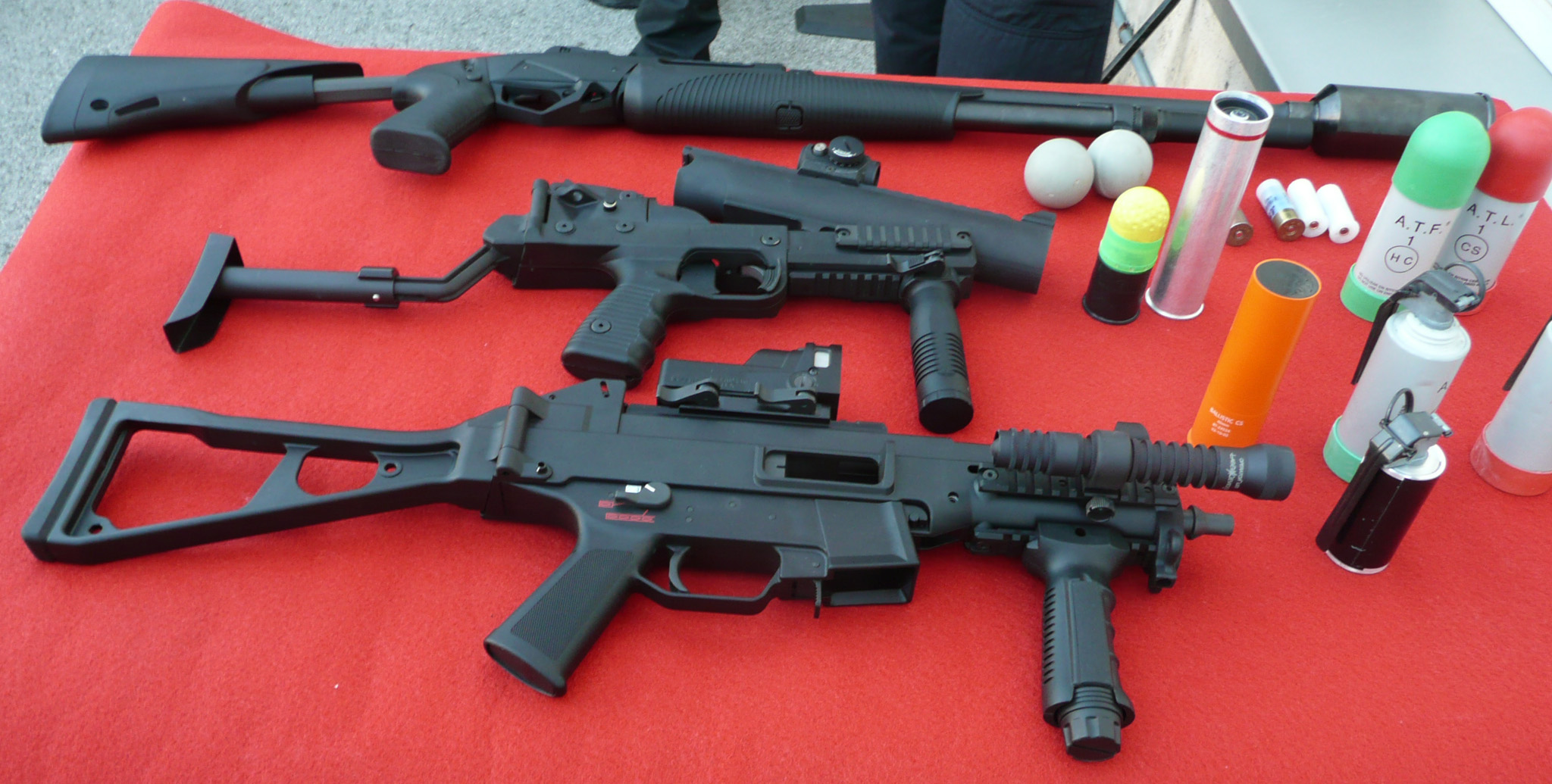
Fusil de bolas y lanzadora para manifestaciones violentas; y subfusil (9 mm) para asaltos o controles.

Según el artículo 34 del Decreto 415/2011 las tareas que debe desarrollar esta área son concretamente:
1. Apoyar a otras unidades policiales en el mantenimiento del orden público, en tareas preventivas dentro de operativos preventivos, extraordinarios, en calamidades o catástrofes públicas y, en general, en todas aquellas actividades de seguridad ciudadana que se determine.
2. Llevar a cabo la dirección operativa y táctica de las actuaciones en materia de orden público, de acuerdo con los objetivos establecidos por la unidad policial a la que presta el soporte.
3. Ejercer cualquier otra función de naturaleza análoga que le encomienden.

Sus unidades se activan en casos de necesidad como una concentración muy importante de personas (sobre todo si es ilegal al no haber sido comunicada previamente), realizando entradas en locales de ocio o edificios ocupados, estados de alerta por alarma terrorista, etc. Sus agentes tienen la especialidad de orden público, de nivel 3 y deben mantener un entrenamiento constante.

## Vehículos
Esta unidad cuenta principalmente para su movilidad, furgones con un cierto nivel de blindaje. Los furgones son del modelo Mercedes-Benz Sprinter de diferentes años de versión, del adecuamiento y logotipado se encarga una empresa privada. Cada furgón transporta 7-8 agentes.

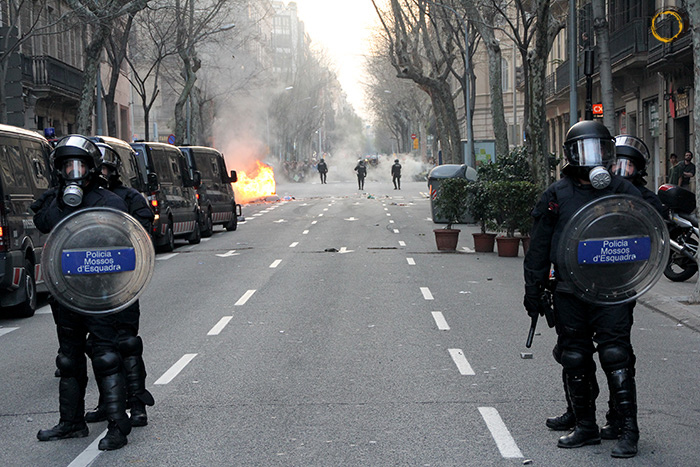
Agentes de la BRIMO con máscaras antigás 2012

Los Mossos son el único cuerpo policial en España y de los pocos de Europa que utilizan furgonetas con cámaras en mástiles retráctiles. Estas cámaras se utilizan como apoyo a la toma de decisiones, enviando vídeos e imágenes en directo al CETCO que dirige las actuaciones policiales en eventos y manifestaciones, también pueden ser utilizadas para recopilar pruebas visuales de las actuaciones.
Desde 1994 los Mossos cuentan con un camión "botijo" (camión policial con cañones de agua) Mercedes-Benz RC1 3500, con un tanque de 3500 L y un cañón de agua con un alcance de 60 metros. En el marco de los disturbios violentos de Cataluña de 2019 los Mossos decidieron por primera vez, desde su compra en 1994, utilizar el camión para abrirse paso por las barricadas incendiadas.

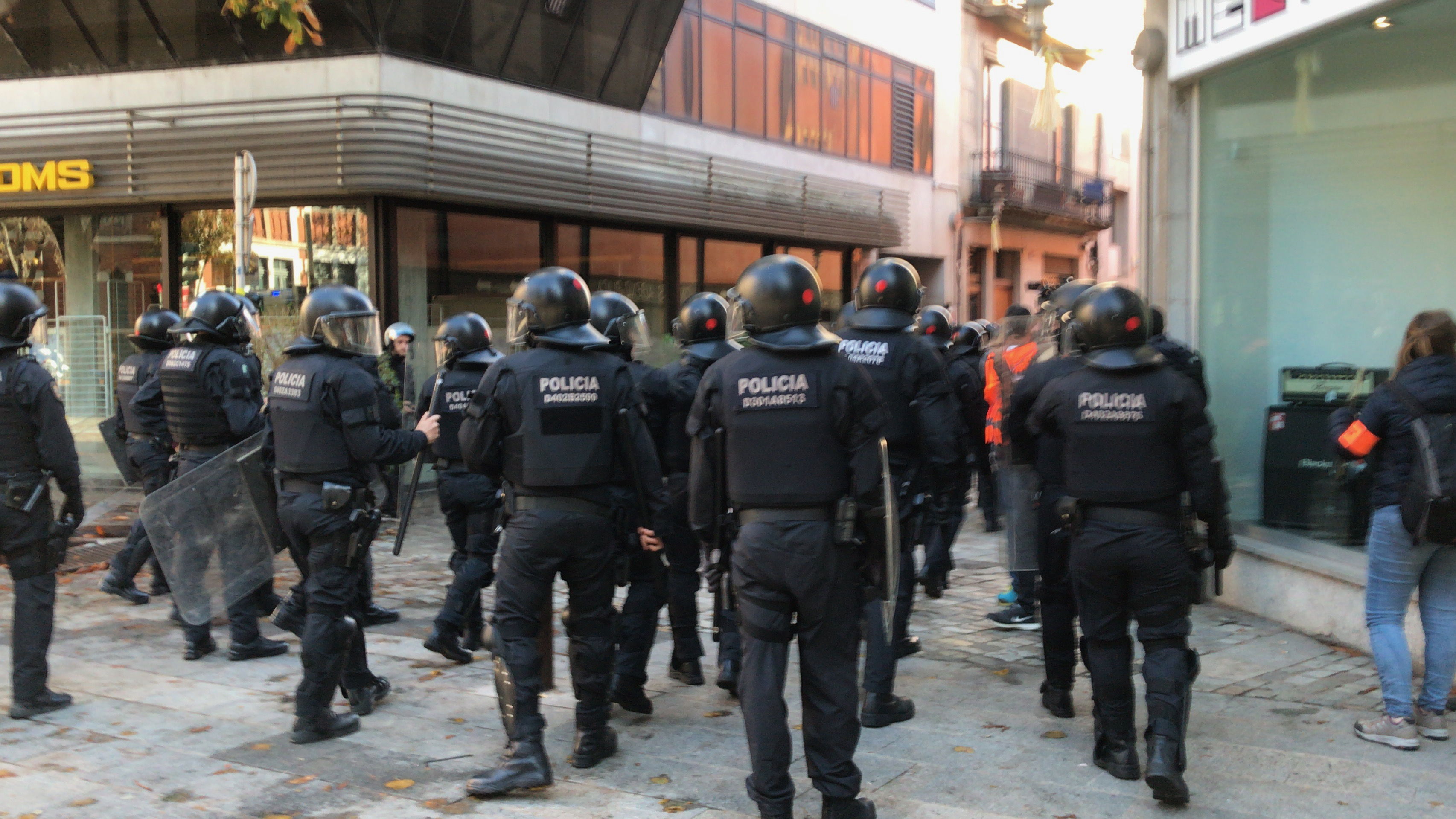
Protestas en Girona en el Día de la Constitución 2019